# Motore elettrico di trazione

Motore elettrico trifase di trazione della locomotiva FS E.330

Il motore elettrico di trazione, comunemente detto motore di trazione, è un motore elettrico di potenza atto a fornire la coppia motrice necessaria allo spostamento di un veicolo su strada o su ferrovia.

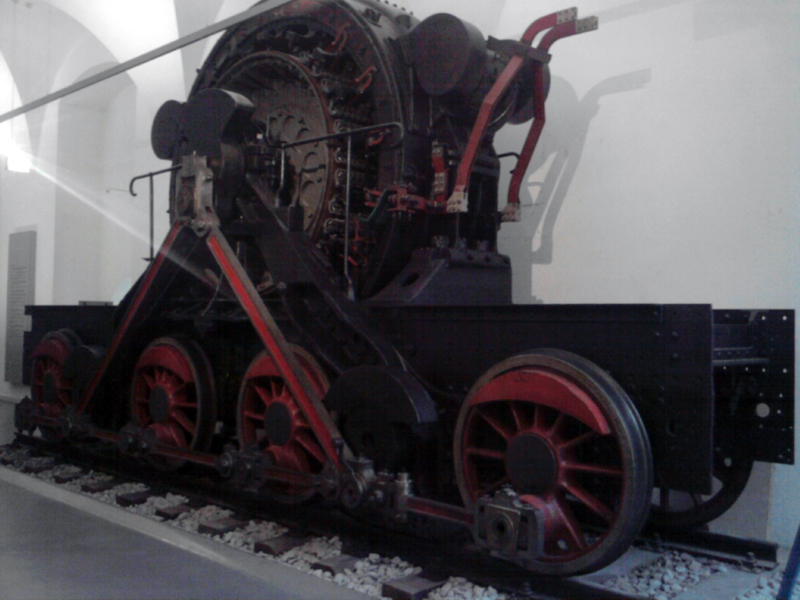
Museo di Dresda: motore di trazione unico e trasmissione a bielle sulla locomotiva tedesca E.50

Tale categoria di motore trova impiego nella costruzione di rotabili ferroviari quali elettromotrici, locomotive elettriche e diesel-elettriche, tram nonché veicoli stradali come le automobili elettriche, i filobus, gli autobus ibridi e macchine operatrici di vario genere. Il motore elettrico è quello che presenta il maggiore rendimento globale stimato sul valore di circa 80%.

## Ferrovie
Dall'origine dei motori elettrici (seconda metà dell' '800) e fino agli anni '70 del '900 il motore più usato nella trazione ferroviaria e tranviaria era il motore elettrico a corrente continua con tensioni di lavoro in genere comprese tra 600 e 1000 volt per le applicazioni tramviarie e 1500-3000 volt per le applicazioni ferroviarie. Successivamente, in seguito all'avvento della tecnologia elettronica di potenza, le applicazioni del tiristore e dell'IGBT ha reso possibile l'uso del più semplice e affidabile motore asincrono trifase che ha finito col soppiantare praticamente quello a corrente continua nella costruzione dei moderni treni.
Alle origini il motore di trazione era di grandi dimensioni, in molti casi unico, e montato sul carro della locomotiva. Oggi in genere si usano singoli motori di trazione per ogni asse o per ogni carrello delle locomotive. Usualmente il motore è sospeso in almeno tre punti tra carrello e asse; la soluzione più semplice è quella detta sospensione per il naso, da un lato fissato al telaio e dall'altro direttamente tramite l'ingranaggio di trasmissione. Questa soluzione è la più semplice ma la più rumorosa e inadatta a velocità poco più che sostenute. Fu ampiamente utilizzata per la costruzione di tram e locomotive elettriche, quindi per velocità modeste.
I motori moderni utilizzano sospensioni elastiche e trasmettono il moto ad assi cavi all'interno dei quali gira l'asse motore con accoppiamento dei due mediante sistemi elastici.
Date le loro alte potenze, i motori di trazione richiedono sempre un sistema di raffreddamento, facendo circolare aria forzata da ventilatori entro la carcassa del motore. Dispositivi di protezione termica evitano il raggiungimento di temperature pericolose.
Il maggiore problema dei motori di trazione elettrici è sempre stato l'isolamento elettrico degli avvolgimenti statorici, rotorici e di shuntaggio: per un certo numero di anni, non si è potuto disporre del pur ottimo sistema motore, per elevate potenze, dato che fino alla fine del XIX secolo non era possibile produrre materiali isolanti affidabili.
Il motore di trazione è spesso utilizzato con particolari accorgimenti come generatore di corrente per realizzare la frenatura elettrica dei treni.

## Rotabili stradali

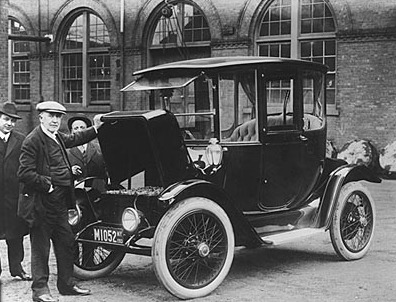
Auto elettrica del 1913

Il motore elettrico di trazione ha trovato impiego in autoveicoli tra gli anni dieci e gli anni venti del XX secolo con alimentazione ad accumulatori al piombo. Un ulteriore uso del motore è stato nella costruzione dei filobus che mediante la linea elettrica bifilare a 600 volt risolvevano sia il problema del peso degli accumulatori che quello dell'autonomia. Fino a tempi recenti l'uso dei motori elettrici per l'autotrazione è stato fortemente limitato a causa della notevole massa del sistema di alimentazione in rapporto alla potenza erogata; l'evoluzione della propulsione endotermica, di maggior leggerezza complessiva in quanto gravata della sola massa del carburante ne ha messo in ombra i vantaggi. La ricerca di sistemi alternativi meno inquinanti negli ultimi decenni del XX secolo e negli anni duemila ha riportato alla ribalta l'uso del motore di trazione elettrico sia per autovetture che per sistemi di trasporto a via guidata su strada.